# Linkin Park
Linkin Park (LP, назва походить від Lincoln Park, укр. парк імені Лінкольна) — американський рок-гурт створений 1996 року. Після формування гурт продав понад 60 мільйонів альбомів і отримав дві нагороди Ґреммі. З їхнім дебютним альбомом Hybrid Theory вони досягли великого успіху; 2005 року RIAA сертифікувало альбом як діамантовий (продаж понад 10 млн примірників в США та 25 млн в усьому світі). Їхній наступний альбом Meteora продовжив успіх рок-гурту й потрапив на вершину чарту Billboard 200 найкращих альбомів 2003 року, після нього був широкий благодійний тур навколо світу.
Визнаний за адаптацію ню-металу в прийнятному для широкої аудиторії форматі в Meteora та Hybrid Theory, гурт віддалився від цього і вибухнув різноманіттям стилів у їхньому альбомі Minutes to Midnight. Альбом досяг вершини в чарті Billboards Charts і мав третій найкращий дебют з-поміж інших альбомів року.
Гурт також відомий своєю співпрацею з різними музикантами, особливо з репером Jay-Z в альбомі Collision Course і з багатьма іншими в Reanimation.

## Історія
Гурт заснували 1996 року троє однокласників: Майк Шинода, Бред Делсон і Роб Бурдон під назвою «Xero0», а пізніше — «Hybrid Theory» (Гібридна теорія). Майк Шинода познайомився з dj-єм Джозефом Ханом, коли навчався в Art Center College, м. Пасадені. Ган згодом став dj-єм гурту. Бред Делсон познайомився з майбутнім басистом гурту, Феніксом, який покинув колектив після закінчення коледжу й повернувся аж через рік. Вокалістом запросили Марка Вейкфільда, але він незабаром покинув гурт у пошуках інших проєктів. Новим вокалістом став Честер Беннінгтон, корінний арізонець, що дав музикантам прослухати свої записи по телефону. Честер також придумав гурту нову назву «Linkin Park», що з'явилася під впливом Lincoln Park (парк імені Лінкольна в місті Санта-Моніці).

### Hybrid Theory
1999 року гурту вдалося добитися контракту з Warner Bros. Records. Наступного року гурт випустив дебютний альбом Hybrid Theory, що містив матеріал, назбираний за багато років. Альбом став доволі успішним, розійшовшись накладом 4 млн 800 тис. копій за перший рік, а наразі має 25 млн проданих копій. Пісні з альбому — Crawling, One Step Closer та In The End мали успіх у хіт-парадах, а кліп In the End, що транслювався на MTV, здобув нагороду як найкращий відеокліп року.

### Meteora
2003 року вийшов другий альбом гурту Meteora, що очолив чарт Billboard за продажем альбомів. Відеокліпи на пісні Somewhere I Belong, Breaking the Habit і Numb транслювали на MTV і вони займали перші місця в хіт-парадах. Альбом отримав низку нагород: премію MTV за найкраще відео (Somewhere I Belong) і Radio Music Awards за найкращу пісню (Numb). На пісню Numb було записано ремікс за участі репера Jay-Z.

### Minutes To Midnight
У травні 2007 року вийшов альбом Minutes to Midnight. Фанати змогли почути його приблизно за тиждень до офіційного релізу. Честер Беннінґтон в одному інтерв'ю сказав: «Linkin Park завжди робив музику, яка нам самим подобається, а з альбомом Meteora справи склалися не так, як хотілося учасникам гурту. Ми зробили альбом Meteora таким, яким ми його почули, значною мірою через те, що фанати хотіли почути альбом в такому ж стилі, що й дебютний Hybrid Theory. Зараз же гурт повністю задоволений своїм новим звучанням і почувається комфортно.»

### New Divide
18 травня 2009 року гурт випускає сингл до фільму «Трансформери: Помста полеглих», названий «New Divide». Композиція швидко зробила кар'єру на радіо. 12 червня виходить кліп на «New Divide», реліз якого відбувся на MySpace. Трек записаний у стилі пісні «What I've Done», яку теж використали як саундтрек до «Трансформерів». Кліп «New Divide» має понад 510 мільйонів переглядів на сайті YouTube.

### A Thousand Suns
2008 року Беннінґтон оголосив про майбутній альбом гурту, що «має бути концептуальним». Linkin Park не поспішали з оголошенням подробиць щодо релізу. У листопаді того ж року, в інтерв'ю MTV Честер повідомив, що початок роботи над альбомом заплановано на грудень. Зрештою, реліз альбому A Thousand Suns відбувся 14 вересня 2010 року. Пісня «Iridescent» з цього альбому стала першим синглом кінофільму Трансформери: Темний бік Місяця.

### Music for Relief
У 2005 році Linkin Park заснували благочинну організацію Music for Relief для допомоги постраждалим від природних катастроф. 19 січня 2010 року вийшла збірка Download to Donate for Haiti для постраждалих від землетрусу на Гаїті. Після Великого Тохокуського землетрусу 2011 року видано збірку Download to Donate: Tsunami Relief.

### Living Things
Вихід п'ятого студійного альбому гурту Living Things відбувся 20 червня 2012 року. Перший сингл з цього альбому Burn It Down вийшов 16 квітня 2012 року.

### Recharged
12 вересня офіційний сайт гурту повідомив, що 29 жовтня вийде новий альбом LP «Recharged», який буде збіркою реміксів та інтерпретацій пісень з 5 студійного альбому гурту Living Things. Назва нового альбому пов'язана з назвою нової гри Linkin Park «LPRecharge». У лімітовану версію альбому буде входити інтерактивна 3D-скульптура, створена з оглядкою на арти альбому Living Things, 48-ми сторінковий Артбук, диски Living Things і Recharged, магнітний стилус, який буде взаємодіяти з рідиною в 3D-скульптурі для створення неповторних візерунків і малюнків всередині скульптури. Альбом вийшов 29 жовтня на вінілі, CD і в цифровому форматі.

### The Hunting Party
В травні 2013 року Майк Шинода заявив, що гурт розпочав працювати над шостою студійною платівкою. До наступного лютого Майк почав посилатися на дату випуску «Літо 2014». 6 березня 2014 року гурт випустив новий сингл «Guilty All the Same», у запису якого брав участь американський репер Ракім. Незабаром після цього гурт розкрив назву альбому — The Hunting Party, а також дату виходу — 17 червня 2014 року. Майк та Бред Делсон стали продюсерами альбому. Бред пожартував, що альбом «Альтернативний». В інтерв'ю Майк заявив, що спочатку планував сам прочитати реп на синглі «Guilty All the Same», але відчував що це буде занадто передбачувано. Шинода жартував, що для виконання реп-партії вони запросять Ракіма, одного з ідолів Майка, і після того, як виявилося, що Ракім був доступний, Шинода зв'язався з ним, та зробив пропозицію взяти участь у записі. Майк також підтвердив, що Ракім буде не єдиним запрошеним артистом на альбомі. Шинода описав звук альбому як стиль рок-записів 90-х: «Це рок-запис. Він голосний, але не в сенсі того, що ви чули раніше, він більше схожий на Хардкор-панк-треш 90-х». Він позначив «слабкий» статус сучасного року в музичній індустрії, як натхнення до запису важчого рок-альбому, спробу висунути звук на перший план, як у 90-х. В інтерв'ю «MusicRadar» Делсон заявив, що в альбомі буде дуже багато гітарних соло, що можна почути в «Guilty All the Same».
5 травня відбулася світова прем'єра другого синглу «Until It's Gone». Незабаром вийшов промо-сингл «Wastelands». 3 червня в інтернеті з'явився новий трек «Rebellion», записаний за участю Дарона Малакяна з System of a Down. Наступним синглом стала пісня «Final Masquerade», вона вийшла 7 червня. 9 червня в мережу потрапив трек «All for Nothing», а через декілька годин і увесь альбом.

### One More Light
13 лютого 2017 року в Твіттері гурту був опублікований запис, що закликає стежити за постами. Незабаром «амбасадори» стали викладати частини зображення на своїх сторінках, і, як з'ясувалося пізніше, це була обкладинка нового альбому. Через півгодини були зібрані і склеєні всі її частини.
15 лютого 2017 року стало відомо назву альбому, а наступного дня було офіційно представлено перший сингл з нового альбому. Цей сингл під назвою «Heavy» був записаний спільно з молодою виконавицею Kiiara.
19 травня 2017 офіційно вийшов 7-ий студійний альбом Linkin Park «One More Light». Він містить 10 треків, один з яких однойменний «One More Light» є акустичним. Звучання альбому схоже зі звучанням першого синглу «Heavy». В альбомі немає скриму і важких гітар. Основною піснею в альбомі є «One More Light». Другий сингл «Battle Symphony» вийшов 17 березня, але його злили ще раніше, 13 березня, неофіційно.

### Смерть Честера Беннінґтона. Пауза
20 липня 2017 року вокаліст і фронтмен гурту Честер Беннінґтон покінчив життя самогубством у своєму будинку в передмісті Лос-Анджелеса у віці 41 року. Першим про це повідомив таблоїд TMZ. Через деякий час Майк Шинода підтвердив смерть Честера:
|               | Я шокований, моє серце розбите, але це правда. Офіційна заява буде зроблена, як тільки буде можливість. Оригінальний текст (англ.) Shocked and heartbroken, but it's true. An official statement will come out as soon as we have one. |
| — Майк Шинода | |

Честер Беннінґтон наклав на себе руки в день народження свого близького друга Кріса Корнелла, фронтмена гурту Soundgarden, який також вдався до самогубства двома місяцями раніше, таким же способом — через повішення. У спальні Беннінґтона знайшли недопиту пляшку алкоголю, ніякої передсмертної записки він не залишив. Смерть Честера стала повною несподіванкою для членів гурту, в цей день вони планували провести фотосесію, а через тиждень вирушити в тур. Лише через декілька годин після смерті вокаліста на офіційному каналі Linkin Park в Youtube вийшов відеокліп до синглу «Talking to Myself». За перші 24 години відео зібрало понад 12 мільйонів переглядів, а станом на 25 липня — 30 мільйонів.
Наступного дня після смерті Беннінґтона гурт скасував північноамериканську частину свого турне One More Light Tour. Безліч музикантів, друзів і колег Честера виступили зі словами підтримки на адресу гурту і сім'ї. Також на офіційному сайті гурту було опубліковано послання Честеру від гурту.
28 липня Шинода повідомив, що пожертвування, зібрані благодійним фондом Music for Relief, будуть перенаправлені в фонд One More Light, який був створений в пам'ять Беннінгтона. 4 серпня, в день коли гурт повинен був виступити на шоу «Good Morning America», тринадцятирічна дочка Кріса Корнелла, Тоні (яка також є хрещеницею Беннінгтона) з'явилася разом з OneRepublic, виконавши «Hallelujah», віддавши данину пам'яті Беннінґтона і своєму батькові. Раніше цю пісню виконував сам Беннінґтон на похоронах Корнелла.
22 серпня Linkin Park оголосили про плани провести публічний захід в Лос-Анджелесі в честь Беннінґтона. Гурт подякував шанувальникам за їх підтримку, прокоментувавши наступне: «Вся наша п'ятірка від душі вдячна за вашу підтримку, поки ми лікуємо цю рану і будуємо майбутнє Linkin Park». Пізніше гурт підтвердив, що концерт відбудеться 27 жовтня в «Голлівуд-боул». Це було першим виступом Linkin Park після смерті Беннінґтона. Разом з Linkin Park на цьому триб'ют-концерті взяли участь Blink-182 і музиканти гуртів System of a Down, Korn, Avenged Sevenfold, Bring Me the Horizon, Yellowcard, Sum 41, а також співачка Kiiara. Назва концерту — Linkin Park and Friends — Celebrate Life in Honor of Chester Bennington. Концерт тривав більше трьох годин і транслювався в прямому ефірі через YouTube.
12 жовтня в мережі вийшов випуск передачі «Carpool Karaoke» за участю Майка, Джо і Честера. Відео було знято 14 липня за шість днів до смерті Честера. Учасники шоу їхали в машині і співали свої і чужі пісні. Серед композицій, які виконали учасники Linkin Park, були їхні пісні «Numb», «In the End» і «Talking to Myself», а також пісня «Under the Bridge» гурту Red Hot Chili Peppers і «Hey Ya» гурту Outkast. Ведучим був актор Кен Джонг. Після смерті Честера творець шоу, Джеймс Корден, заявив, що відео вийде тільки за згодою сім'ї музиканта і учасників гурту. 5 жовтня вдова музиканта, Талінда Беннінґтон, підтвердила, що випуск буде опублікований в пам'ять про Честера.
У листопаді 2017 року гурт анонсував вихід концертного альбому One More Light: Live, в основу якого лягли записи останнього туру з Беннінґтоном. Його реліз відбувся 15 грудня 2017 року. 19 листопада Linkin Park здобули премію American Music Awards в номінації «Найкращий артист в жанрі альтернативний рок» і присвятили її Беннінґтону. Під час живого чату в Instagram 17 грудня 2017 року Шиноду запитали, чи буде Linkin Park в майбутньому виступати з голограмою Беннінгтона. Він відповів: «Може, не будемо робити голографічного Честера? У мене навіть в голові не вкладається голографічний Честер. Правда, я чув, як люди, що не мають відношення до гурту, припускають таке, але ж це абсолютно виключено. Як я можу, блін, взагалі до такого звикнути?».
28 січня 2018 Майк відповідав на питання в Твіттері. Один користувач запитав: «Майк, що буде з Linkin Park в майбутньому?». Шинода відповів: «У мене є всі бажання продовжити роботу з LP, і хлопці відчувають те ж саме. У нас є плани на перебудову, які потрібно виконати, і питання, на які потрібно відповісти, тому потрібен час».
17 квітня 2018 року Linkin Park були номіновані на премію Billboard Music Awards 2018 року, поряд з Guns N 'Roses, Panic! at the Disco і Twenty One Pilots.
18 травня 2018 року гурт був нагороджений премією імені Джорджа і Айрі Гершвін за музичні досягнення в Каліфорнійському університеті в Лос-Анджелесі.
18 лютого 2019 року Шинода в інтерв'ю сказав, що гурт розглядає продовження своєї діяльності, але ще не вирішено, в якому форматі. Він заявив: «Я знаю інших [членів гурту] — вони люблять виступати на сцені, люблять працювати в студії, і не робити всього цього було б — я навіть не знаю — як-то нездорово, чи що». Коли його запитали про майбутнє гурту без Честера, Шинода прокоментував:
|  | Я не ставлю перед собою мету шукати нового вокаліста. Якщо це і трапиться, то це повинно статися природно. Якщо ми знайдемо когось, хто буде хорошою людиною і підійде стилем, я можу уявити, що ми спробуємо працювати з кимось ще. Я б ніколи не хотів відчути, немов ми замінюємо Честера. |

У період між смертю Беннінґтона і 2020 роком гурт перебував в «невизначеній перерві».
28 квітня 2020 року басист Дейв Фаррелл повідомив, що гурт працює над новою музикою.
У лютому 2023 року гурт запустив інтерактивну гру на своєму веб-сайті, присвячену 20-річчю альбому Meteora. 6 лютого гурт оприлюднив раніше невидане демо «Lost», яке офіційно вийшло 10 лютого як головний сингл з майбутнього перевидання альбому, яке вийде 7 квітня. Другий сингл, «Fighting Myself», вийшов 24 березня.

### Воз‘єднання та From Zero
24 серпня 2024 року на офіційному сайті гурту, без усіляких пояснень, почався 100-годинний відлік. Після завершення відліку, годинник продовжив відлік від нуля. Згодом, на сторінках гурту у соціальних мережах з'явилося повідомлення «It's only a matter of time» (укр. Це лише питання часу).
29 серпня музиканти оголосили, що 5 вересня у Лос-Анджелесі відбудеться п'ятигодинна подія. Запрошення на неї отримали лише члени фан-клубу команди Linkin Park Underground. Квитки розподілялися випадковим чином.
5 вересня 2024 року гурт вперше виступив у новому складі. Місце вокалістки Linkin Park зайняла Емілі Армстронг.
Місце барабанщика зайняв Колін Бріттен. Гурт анонсував новий альбом під назвою From Zero,  а також новий сингл — «The Emptiness Machine» та тур з шести виступів на різних континентах.
Напередодні початку туру, 7 вересня, Бред Делсон оголосив, що більше не гратиме з гуртом під час турів, а його місце на концертах займе Алекс Федер. Проте Делсон підтвердив, що продовжує співпрацю командою, зосередившись на роботі поза сценою.

## Виступи в Україні

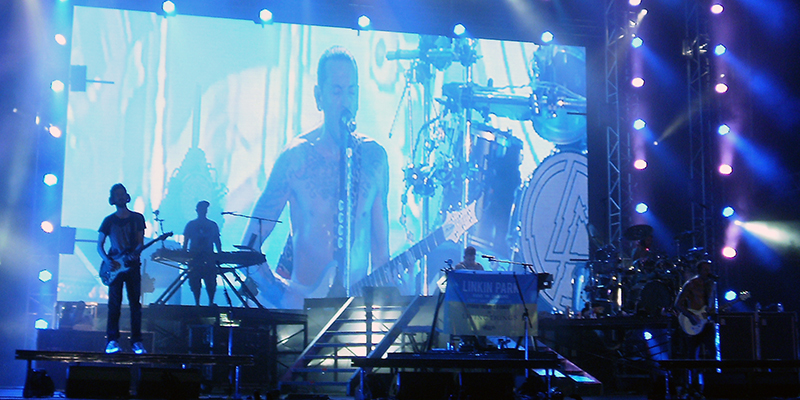
Linkin Park на стадіоні «Чорноморець» в Одесі, 2012

Єдиний концерт в Україні гурт дав 12 червня 2012 року у місті Одеса в рамках фестивалю PROSTO ROCK.

## Позиція щодоросійсько-української війни
22 серпня 2022 року гітарист та співзасновник Linkin Park Бредфорд Філіп «Бред» Делсон опублікував у себе на Facebook відео з розбитою російською технікою, яка стояла на Хрещатику, і закликав молитися за Україну.
3 квітня 2025 року стало відомо що гурт подав заявку на реєстрацію товарного знака в РФ в Роспатент. З ним група отримає законне право офіційно продавати там мерч і проводити концерти, що, ймовірно, означає, що Linkin Park хочуть "повернутися в Росію".

## Склад
| Теперішні учасники - Майк Шинода (Michael Kenji Shinoda) — вокал, реп, ритм-гітара, клавішні, семпли, синтезатори (1996–2017, 2024-) - Бред Делсон (Bradford «Big Bad Brad» Delson) — соло-гітара, бек-вокал (1996–2017); клавішні (2007–2017), бас-гітара (1999–2000) - Джо Хан (Joseph Hahn) — програвачі, синтезатори, семпли, програмування, бек-вокал (1996–2017, 2024-) - Девід Фаррел (David Michael «Phoenix» Farrell) — бас-гітара, бек-вокал (1996–1999, 2000–2017, 2024-) - Емілі Армстронг — головна вокалістка (2024-) - Колін Бріттен — ударні, перкусія (2024-) | Колишні учасники - Марк Вейкфілд — головний вокаліст (1996–1998) - Роберт Бурдон (Robert Phillip Bourdon) — ударні, перкусія, бек-вокал (1996–2017) - Честер Беннінгтон (Chester Bennington) — головний вокаліст (1999–2017; через його смерть) Сесійні та концертні музиканти - Кайл Крістнер — бас-гітара (1998–1999) - Скотт Козіол — (2000) - Ієн Хорнбек — бас-гітара (2000) - Алекс Федер — соло-гітара (2024) |

Таймлайн

## Дискографія

### Студійні альбоми
- Hybrid Theory (2000)
- Meteora (2003)
- Minutes to Midnight (2007)
- A Thousand Suns (2010)
- Living Things (2012)
- The Hunting Party (2014)
- One More Light (2017)
- From Zero (2024)[53][54]